# 闪拟灯蛾属
闪拟灯蛾属为裳蛾科擬燈蛾亞科的一个属，分布於東洋界與澳新界，前翅翅脈均為白色，與部分擬燈蛾屬物種相似，但本屬的後翅前緣中段皆有一個顏色明顯與周遭不同的斑塊。

## 下属物种
本属包括以下物种：
- Neochera contraria Reich, 1936
- 铅闪拟灯蛾 Neochera dominia (Cramer)
- 黄闪拟灯蛾 Neochera inops (Walker, 1854)
- 寒闪拟灯蛾 Neochera marmorea (Walker, 1856)
- Neochera privata Walker, 1862